# Abraham Zacuto

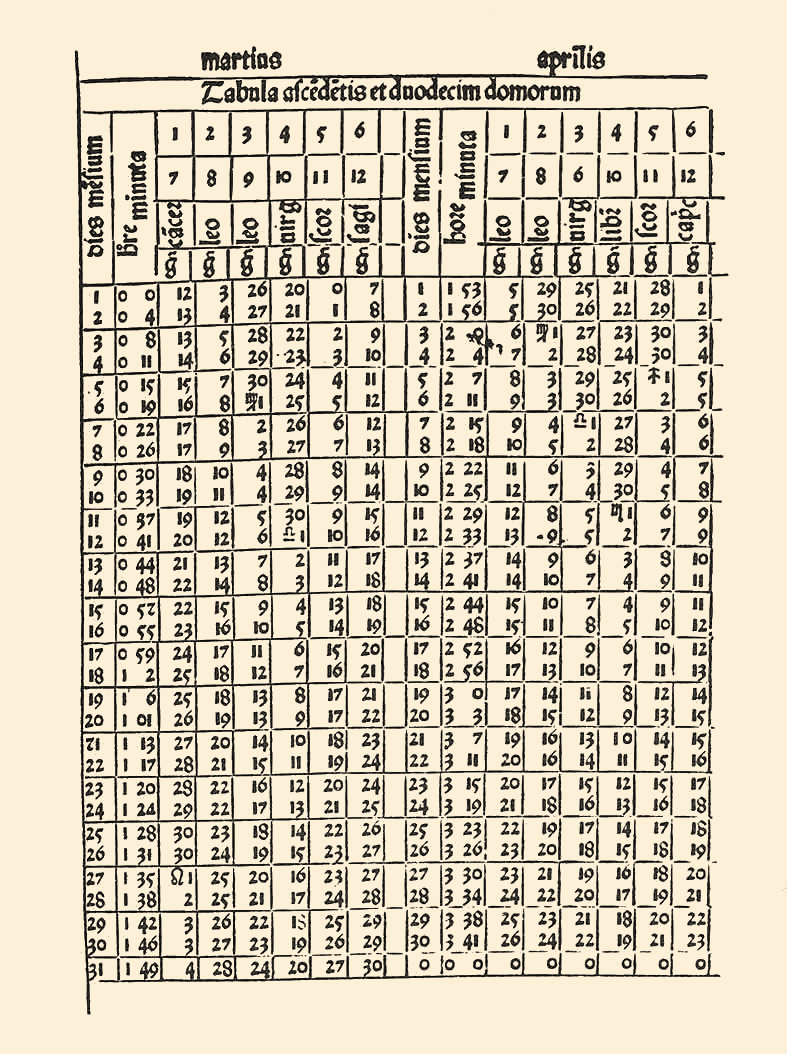
Tabla astronómica de Almanach perpetuum.

Abraham Zacut  o Abraham ben Samuel Zacuto (en hebreo: אברהם זכות) (Salamanca, 1452-Jerusalén, hacia 1514 o 1515) fue un matemático, astrónomo e historiador judeoespañol. Su obra Ha-ḥibbur ha-gadol  (en hebreo), adaptada al latín y castellano con el título Almanach perpetuum tuvo una gran relevancia.

## Biografía
Abraham ben Samuel ben Abraham Zacuto nació en 1452 en Salamanca, proveniente de una familia de origen francés que había emigrado hacia el reino de Castilla tras la expulsión de los judíos de Francia en 1306. Creció en la misma ciudad, siendo educado por su padre, el rabino Samuel Zacuto, y por el rabino Isaac Aboab. Estudió la Torá y el Talmud, así como también la Cábala. No se conoce su formación aunque es probable que estudiase en la Universidad de Salamanca pero no llegó a ser profesor en ella, pues su nombre no aparece en ningún libro claustral y el Derecho Canónico prohibía a los judíos el ejercicio de la docencia en las universidades eclesiásticas.
Entre 1473 y 1478 escribió en Salamanca su gran obra el Ha-ḥibbur ha-gadol o La Gran Composición. Según algunos fue amigo y protegido del rector y obispo de Salamanca, Gonzalo de Vivero. 
A principio de la década de 1480 se trasladó hasta el pueblo de Gata, en Cáceres, donde entró al servicio de Juan de Zúñiga y Pimentel, último maestre de la Orden de Alcántara, protector también de Antonio de Nebrija. Escribió varias obras por orden de su protector, siendo la principal de ellas el Tratado de las influencias del cielo. Debido a la ausencia de una gran biblioteca, Zacuto tuvo que escribir todo prácticamente de memoria durante su estancia en Gata.
En 1492, tras la expulsión de los judíos de España, buscó refugio en Portugal, donde fue nombrado Historiador y Astrónomo Real por el rey Juan II, cargo que mantuvo durante el reinado de Manuel I. Algunas fuentes le otorgan una clara influencia en los viajes de Vasco de Gama, como es el caso del cronista portugués Gaspar Correia en su obra Lendas da Índia, aunque su importancia ha sido discutida en estudios recientes, que rechazan que Zacuto tuviera conocimientos sobre navegación o instrumentos como el astrolabio aunque es probable que sus tablas con la posición del Sol se utilizasen para determinar la latitud. 
Hacia 1497 Zacuto abandonó Portugal para escapar de las conversiones forzosas y se instaló en Túnez tras un viaje en el que fue encarcelado en dos ocasiones. Allí completó algunas de sus obras y se dedicó a la enseñanza, pero, ante la posibilidad de que los españoles conquistarán Túnez, Zacuto abandonó el país y vivió en varios del norte de África, en Damasco y murió en Jerusalén en 1514 o 1515.

## Obras
- Hosafot le-sefer ha-ʿAruk: Es una obra lexicográfica. Consiste en un tratado con adiciones y enmiendas a Ha-ʿAruk, un diccionario talmúdico compuesto por Natan ben Yehiel. Fue escrita después del año 1506 en Túnez.
- Sefer Yuḥasin: Traducido como Libro de las genealogías, parece que fue compuesto en Portugal y completado en Túnez (fecha límite de 1510). En él se expone la historia judía desde el principio del mundo hasta el siglo XVI, informando sobre la transmisión del derecho tradicional u oral desde Moisés hasta dicho momento. Esta obra se inscribe dentro de la corriente de obras historiográficas judías, de la cual la más destacada es La vara de Judá, de los hermanos Ben Verga, aunque no sería hasta la aparición de Azaria de Rossi cuando se iniciara la crítica histórica judía. Debido al gran número de ediciones del Sefer Yuḥasin (fue reimpresa en Cracovia en 1581, en Ámsterdam en 1717 y en Königsberg en 1857), resulta evidente que fue una obra admirada. En ella se puede advertir una cierta intolerancia hacia otras razas y religiones no vistas antes, probablemente debida a que fue una obra tardía, posterior a la expulsión de Castilla y a la de Portugal.
- Hajibur hagadol (originalmente en hebreo; en español, La Gran Composición). Consiste en una serie de tablas astronómicas con fecha radix en 1473, que proporcionan las posiciones verdaderas diarias del Sol, la luna y cinco de los planetas, junto a la explicación de su manejo en 19 capítulos más una breve introducción. Sus medidas están calculadas para el meridiano de Salamanca. Fue escrita en hebreo a partir de 1473, finalizándola en 1478, y traducida al castellano por Juan de Salaya en 1481 (véase declinación solar).[5]
- Almanach perpetuum es la principal obra astronómica de Abraham Zacuto. La finalizó cuando ya estaba en Portugal, donde fue editada en 1496. Tuvo varias ediciones posteriores. Parte de las tablas coinciden con su obra anterior Hajibur hagadol.
- Tratado de las influencias del cielo: Es una obra de astrología médica redactada en 1485 por orden de Juan de Zúñiga y Pimentel. Está dividida en tres partes en las que Zacuto expone la relevancia de la astrología en el estudio de las enfermedades corpóreas y la influencia ejercida por los cielos en dichas enfermedades, con el fin de instruir a los médicos del maestre en dichos saberes.
- Juicio de los eclipses, acerca de los del sol y la luna: Escrita también por orden de Juan de Zúñiga y Pimentel, consiste en otra obra de tema astrológico en la que trató el significado e influjo que poseen en nuestro planeta los eclipses del sol y la luna, así como su influencia en las enfermedades corporales.
- Mišpaṭei ha-ʿiṣṭagnim: Juicios de astrólogo, obra relativa a los años 1518-1524.
- ʿOsar jayim: Tesoro de vida.

## Homenajes
- El cráter lunar Zagut lleva este nombre en su memoria.[6]

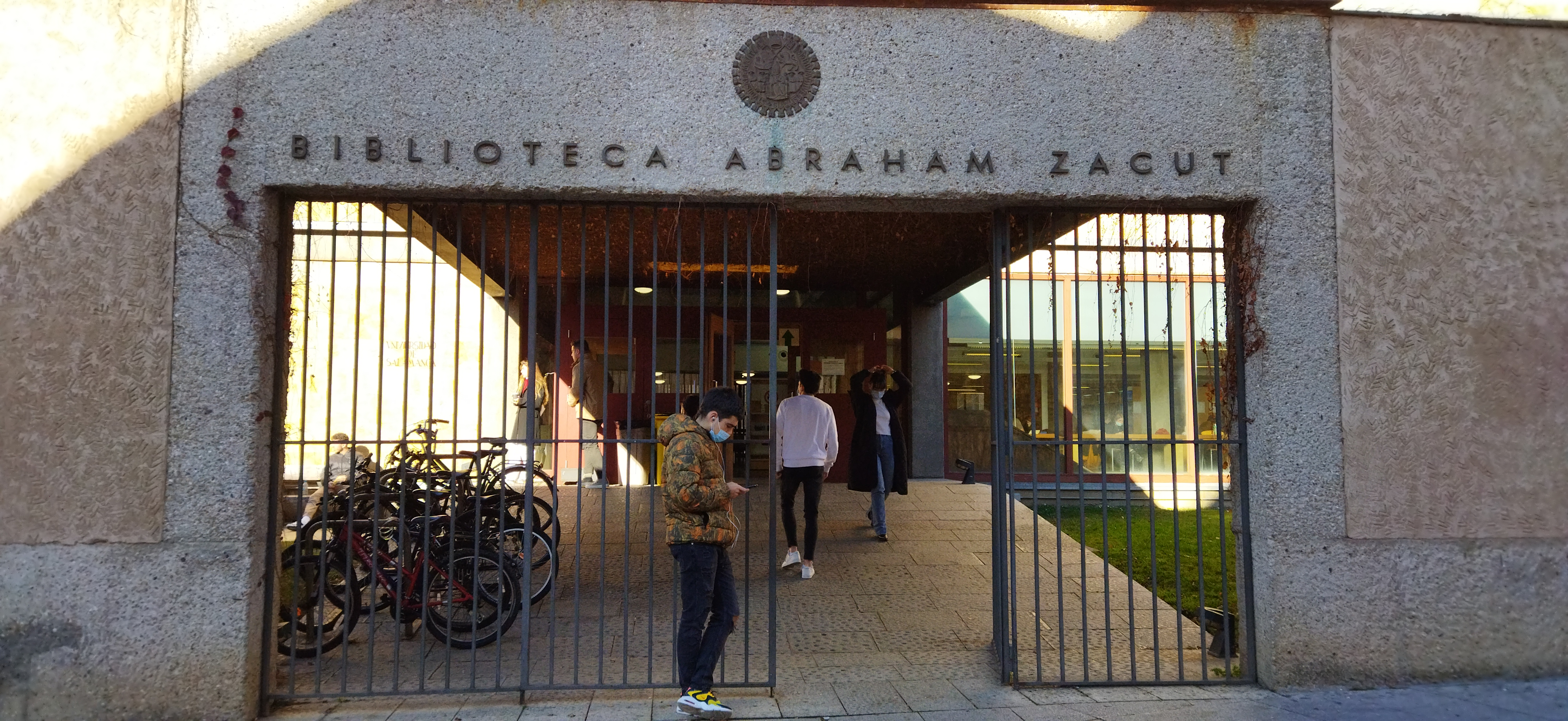
Biblioteca Abraham Zacut

- En Salamanca, la biblioteca del Campus de Ciencias lleva el nombre de Biblioteca Abraham Zacut.[7] Además, frente a ella hay un edificio construido sobre el solar que ocupó la sinagoga antes de la expulsión de los judíos, y en él está ubicada la sección de matemáticas de la Facultad de Ciencias.
- En 2023 la Universidad de Salamanca le ha dedicado una exposición.[8]